# アシタハアタシノカゼガフク
「アシタハアタシノカゼガフク」は、声優の前田愛がAiM名義で発売したシングル。シングル「作品No.2「春」イ長調 〜ぼくらのウォーゲーム!〜」と同時発売。

## 概要
- フジテレビ系アニメ『デジモンアドベンチャー02』前期エンディング主題歌。

## 収録曲
1. アシタハアタシノカゼガフク
  - 作詞：三浦徳子、作曲：MIZUKI、編曲：渡部チェル
2. Now is the time!!
  - 作詞：1171、作曲・編曲：渡部チェル
3. アシタハアタシノカゼガフク（オリジナル・カラオケ）
4. Now is the time!!（オリジナル・カラオケ）

## 収録アルバム
- デジモンアドベンチャー02 シングルヒットパレード (#1,2)
- DIGIMON HISTORY 1999-2006 ALL THE BEST (#1)
- デジモンエンディングベストエイマー (#1)
- 15 (#2)